# Thierry Demey
Pour l’article homonyme, voir Thierry De Mey.
Thierry Demey est un écrivain de langue française et guide-conférencier, dont les publications, richement documentées et illustrées, ont pour sujets l'histoire locale et le patrimoine architectural et naturel bruxellois. Il est né à Uccle le 24 novembre 1958.

## Formations et passions
Juriste et économiste de formation, passionné par le développement historique de la ville et tout ce qui touche à la qualité de la vie urbaine, la rédaction de ses ouvrages est le résultat de recherches et de compilation d’archives et de publications souvent ignorées du grand public.

## Les guides Badeaux
Depuis 2001, l’asbl Badeaux dont il est l’instigateur, a pour objectifs la promotion de l'histoire locale et du tourisme ainsi que la défense de l'environnement naturel et architectural. Elle se charge de la publication de livres, brochures et dépliants, de l’organisation d’expositions et de conférences, et du balisage explicatif de différents sites culturels et touristiques en Belgique, en collaboration avec les différents niveaux d’autorité.

## Liste des publications
- Bruxelles, chronique d’une capitale en chantier, T.1: Du voûtement de la Senne à la jonction Nord-Midi, Bruxelles, Editions Paul Legrain/C.F.C.-Editions, 1990, 342 p.
- Bruxelles, chronique d’une capitale en chantier, T.2: De l’Expo ’58 au siège de la C.E.E., Bruxelles, Editions Paul Legrain, 1992, 329 p.
- Les gares bruxelloises, un patrimoine méconnu, Bruxelles, Ministère de la Région de Bruxelles-Capitale, Service des monuments et sites, 1994, 62 p.
- L’abbaye de la Cambre, Coll. Bruxelles, ville d’art et d’histoire n° 32, Bruxelles, Ministère de la Région de Bruxelles-Capitale, Service des monuments et sites, 2002, 48 p.[3]
- Le domaine royal de Laeken, Coll. Bruxelles, ville d’art et d’histoire, n° 37, Bruxelles, Ministère de la Région de Bruxelles-Capitale, Service des monuments et sites, 2003, 48 p.[4]
- Histoire des écoles bruxelloises, Coll. Bruxelles, ville d’art et d’histoire n° 39, Bruxelles, Ministère de la Région de Bruxelles-Capitale, Service des monuments et sites, 2003, 48 p.[4]

### Collection des Guides Badeaux[5]
- Bruxelles en vert, guide-promenades des jardins publics du Molenbeek à la Woluwe, Bruxelles, Badeaux, 2003, 545 p.
- La Ceinture verte de Bruxelles, Bruxelles, Badeaux, 2006, 576 p.
- Bruxelles, capitale de l'Europe, Bruxelles, Badeaux, 2007, 528 p.
- Bruxelles, hoofdstad van Europa, Bruxelles, Badeaux, 2007, 528 p.
- Bruxelles, capital of Europe, Bruxelles, Badeaux, 2007, 528 p.
- Un canal dans Bruxelles, bassin de vie et d'emploi, Bruxelles, Badeaux, 2008, 160 p.
- Een kanaal in Brussel, bron van leven en werk, Bruxelles, Badeaux, 2008, 160 p.
- Des gratte-ciel dans Bruxelles, Bruxelles, Badeaux, 2008, 200 p[6].
- Léopold II (1865-1909), La marque royale sur Bruxelles, Bruxelles, Badeaux, 2009, 608 p.
- La Senne, de la source au confluent, Bruxelles, Badeaux, 2011, 541 p.
- Bruxelles, des remparts aux boulevards, Bruxelles, Badeaux, 2013, 672 p[7]..

- Sur les traces du diamant noir - Histoire du bassin minier franco-belge, Bruxelles, Badeaux, 2016, 645 p.
- Bruxelles au tableau noir - Le patrimoine des écoles, miroir de la guerre scolaire, Bruxelles, Badeaux, 2016, 192 p.
- Le Pré Carré de Vauban - les forteresses de la frontière franco-belge, Bruxelles, Badeaux, 2018, 296 p.
- Les transports publics bruxellois - De l'omnibus hippomobile au métropolitain, 2 siècles d'Histoire, Bruxelles, Badeaux, 2019, 350 p.
- Het openbaar vervoer in Brussel - Van paardetram tot metro, Brussel, Badeaux, 2019, 350 p.
- Un logement pour tous à Bruxelles ? Entre soutien à la propriété et politique sociale de l'habitat, Bruxelles, Badeaux, 2020, 416 p.
- L'art nouveau, féerie éphémère de la Belle Époque, Badeaux, 2022, 431 p.